# Fino Mornasco
Fino Mornasco är en ort och kommun i provinsen Como i regionen Lombardiet i Italien. Kommunen hade 9 860 invånare (2018).